# OrthoGraph
Az OrthoGraph I egy magyar fejlesztésű, nemzetközileg díjazott innovatív épületfelmérő és alaprajz készítő szoftver iOS és Android platformokra. A szoftver egyedisége, hogy nemcsak nagy adattartalmakat tud jól átláthatóan, strukturáltan kezelni, hanem azonnali 3D megjelenítésre is mód van. 
A felmérési információk csapatmunkában elosztva több tablet között is megoszthatók, melyet az OrthoGraph Cloud funkción keresztül valósít meg a szoftver. A rendszer elektronikus kimenete DXF (AutoCAD), PDF (Adobe Acrobat), IFC (Industrial Foundation Classes), JPG és PNG formátum, valamint egy külön modulban ArchiCAD adatbetöltést is biztosít. A rajzi felmérések során Leica, Bosch és Stabila lézeres távolságmérő készülékek használata támogatott Bluetooth kapcsolaton keresztül. 
Az OrthoGraph számos egyedi funkcionalitással bír a mobil épületfelmérő szoftverek között. Rajzfelismerő funkcionalitása alapján azonnal felismeri a felvázolt alakzatot és falakká alakítja azt. Először a helyiségek alapformájának berajzolásával és lemérésével alakul ki a pontos alaprajz, valamint átlók mérésével biztosítja a matematikailag pontos végeredményt a felmérés végeztével.
Az alkalmazás teljes BIM koncepció szerint kezeli a felrajzolt és felmért épület-modellt, mely magába foglalja hierarchikus helyiségstruktúra kezelését, minden egyes tárgynál adatok/ képek csatolását és nyílászárónál nyílási irányt és fal elemnél is különböző meghatározott és egyedileg definiálható információ hozzáadását. Az alkalmazás fejlesztője az OrthoGraph Kft.

## Története
Az OrthoGraph története 2004-ig nyúlik vissza, mikor a szoftver legelső verziója PDA készülékekre megjelent. 2011-ben megjelent az Apple iPad verziója a szoftvernek, ami egyben új üzleti modell megjelenését is jelentette. Ez az új verzió nagy áttörést hozott a technológiának és a cégnek is. Mivel a sokéves technológia és egybegyűlt tapasztalatok jó alapot adtak az iPad technológia fejlesztésének, ezért már az első pillanattól a mobil ingatlanfelmérő és építészeti CAD szoftverek élmezőnyébe került az alkalmazás. 2013-ban létrejött egy kooperáció az OrthoGraph és a Leica között, mely lehetővé tette az új Bluetooth szabványokkal rendelkező Leica lézeres távolságmérő készülékek támogatását az alkalmazásban.
Az év második felében a cég úgy döntött, hogy a mobiltechnológia és az internet előnyeit kiaknázandó elkészíti a webes cloud szolgáltatását. Ez az új technológia lehetővé tette, hogy megszülessen az első mobil ingatlanfelmérő szoftver, mely valós csapatmunkát tesz elérhetővé.
Még ugyanebben az évben elkészült a BOSCH GLM 100 C lézeres távolságmérő Bluetooth támogatottsága. 2014-re az alkalmazás felhasználószáma elérte a 4500 főt. Még ez év júliusában az alkalmazás elnyerte első díjat nyert az „App of the Year” (Év alkalmazása) kategóriában és ezüstérmet nyert a „Most Innovative Product of the Year – SMB” (Az év leginnovatívabb terméke) kategóriában a Best in Biz Awards 2014 International független üzleti versenyen.
A 2015-ös évtől a cég fő fejlesztési feladata az alkalmazás Android platformon való megjelentetése lett. Másfél év munka után, 2016. szeptemberében kiadásra is került az app multiplatform verziója, amely az OrthoGraph I nevet viselte. A teljesen megújult UI még egyszerűbb, a továbbfejlesztett funkciók pedig még pontosabb és gyorsabb felhasználást tettek lehetővé. A termékkiadás után 2 hónappal az alkalmazás elnyerte a Best in Biz Awards 2016 (Best New Version of the Year" ezüst minősítését.

## Fontosabb verziók
- 2011 – OrthoGraph Architect 3D for iPad - az első iPad verzió kiadása
- 2013 – OrthoGraph Cloud kiadása
- 2014. december – OrthoGraph 9.0 kiadása
- 2015. április – OrthoGraph Architect 3D 10.0
- 2016. szeptember – OrthoGraph I Multi-Platform kiadása

## Külső hivatkozások
- www.orthograph.hu – OrthoGraph Kft. hivatalos weboldala
- http://orthograph.blogspot.hu/2014/06/16-reasons-for-choosing-orthograph.html
- http://computerworld.hu/computerworld/magyar-siker-a-best-in-biz-awardson.html
- Building Survey and Asset Inventory Softwares – OrthoGraph Kft. hivatalos angol nyelvű WEB oldala
- cloud.orthograph.net – OrthoGraph webes szolgáltatások
- www.vintocon.hu Archiválva 2019. szeptember 30-i dátummal a Wayback Machine-ben – az ArchiFM létesítménygazdálkodási rendszer fejlesztője
- www.geopro.hu – a Leica magyarországi disztribúciója

## Néhány érdekes képernyőfotó
- OrthoGraph Architect 3D iPad
- OrthoGraph grafikus megjelenítési képernyő[halott link]
- Elemtulajdonságok felvitele[halott link]
- Asztali számítógépes komponens[halott link]